# 슬레이터 (가수)
슬레이터(Slayyyter, 1996년 9월 17일 ~ )는 미국의 가수, 작곡가이다.

## 음반 목록

### 정규 음반
- Troubled Paradise (2021)
- Starfucker (2023)

### EP
- Inferno Euphoria (2022)